# Nowa Ruda (gemeente)
De gemeente Nowa Ruda is een landgemeente in het Poolse woiwodschap Neder-Silezië, in powiat Kłodzki.
De zetel van de gemeente is in Nowa Ruda.
Op 30 juni 2004 telde de gemeente 12 323 inwoners.

## Oppervlakte gegevens
In 2002 bedroeg de totale oppervlakte van gemeente Nowa Ruda 139,66 km², waarvan:
- agrarisch gebied: 50%
- bossen: 41%

De gemeente beslaat 8,5% van de totale oppervlakte van de powiat.
In 2002 bedroeg het gemiddelde inkomen per inwoner 1286,83 zł.

## Plaatsen
Bartnica, Bieganów, Bożków, Czerwieńczyce, Dworki, Dzikowiec, Jugów, Krajanów, Ludwikowice Kłodzkie, Nowa Wieś Kłodzka, Przygórze, Sokolec, Sokolica, Świerki, Włodowice, Wolibórz.

## Aangrenzende gemeenten
Bielawa, Dzierżoniów, Głuszyca, Kłodzko, Pieszyce, Radków, Stoszowice en Walim.
De gemeente grenst aan Tsjechië.